# Phantyna segregata
Phantyna segregata là một loài nhện trong họ Dictynidae.
Loài này thuộc chi Phantyna. Phantyna segregata được Willis J. Gertsch & Mulaik miêu tả năm 1936.